# Norman Bodell
Norman Bodell (Mánchester, Inglaterra, 29 de enero de 1938-12 de diciembre de 2024) fue un futbolista y entrenador de fútbol inglés que jugó en la posición de defensa.

## Carrera

### Jugador
| Periodo   | Club               |
| --------- | ------------------ |
| 1958-1963 | Rochdale AFC       |
| 1963–1967 | Crewe Alexandra FC |
| 1967–1968 | Halifax Town AFC   |
| 1968–1969 | Altrincham FC      |

### Entrenador
| Periodo   | Club                       |
| --------- | -------------------------- |
| 1969–1970 | Barrow AFC                 |
| 1971      | Wolverhampton Wanderers II |
| 1978      | Blackburn Rovers FC        |
| 1982      | Birmingham City FC         |